# استفان اودت
استفان اودت (انگلیسی: Stéphane Odet؛ زادهٔ ۲۶ آوریل ۱۹۷۶) بازیکن فوتبال است.
از باشگاه‌هایی که در آن بازی کرده‌است می‌توان به باشگاه فوتبال باستیا اشاره کرد.